# Ваља Добарлаулуј (Ковасна)
Ваља Добарлаулуј (рум. Valea Dobârlăului) насеље је у Румунији у округу Ковасна у општини Добарлау. Oпштина се налази на надморској висини од 609 m.

## Становништво
Према подацима из 2002. године у насељу је живело 361 становника, од којих су сви румунске националности.